# Liste des accidents ferroviaires en France dans les années 1990
La liste des accidents ferroviaires en France dans les années 1990, est une liste non exhaustive, chronologique.

## 1990
- 4 septembre 1990 - Saint-Marcellin (Isère) : nez à nez entre un train Corail et un train international[1]. Le Corail 5640 provenant de Moirans, et assurant la liaison Saint-Gervais-Nice en retard sur l'horaire, est invité, visuellement par l'agent sédentaire, sans être renseigné (obligation règlementaire) sur le motif de l'évolution et notamment le changement de lieu de croisement (facultatif réglementairement) à dégager le passage à niveau qu'occupe la queue de son train, en vue d'éviter sa fermeture prolongée. En méprise totale, le conducteur conclut à une autorisation de départ en ligne sans s'apercevoir que le sémaphore est fermé et, bien entendu, s'engage vers la gare de croisement habituel du Talgo Barcelone-Genève sur la voie unique avec ses cinq cents voyageurs. Le conducteur du Talgo, qui transporte près de huit cents personnes, ne le voit venir que trop tard. Les deux locomotives se percutent violemment à la sortie de la gare de Saint-Marcellin. L’une des deux motrices se « lève » pendant que l’autre prend feu sous le choc. Cependant toutes les voitures sont restées sur les rails. Bilan : un mort (le conducteur du train Corail), et environ soixante-dix blessés. Par la suite, les sémaphores de voie unique furent appuyés de crocodile[2].
- 3 décembre 1990 - Chavanay (Loire) : un train de vingt-deux wagons d'hydrocarbure déraille en plein centre du village aux alentours de 23 h 30[3]. Près d'une dizaine de wagons sont éventrés et s'enflamment aussitôt, ce qui dévaste tout sur une grande superficie. Plusieurs explosions ont lieu et les pompiers mettront toute la nuit et jusqu'au petit matin pour éteindre le sinistre dans des conditions infernales. Plusieurs habitations ainsi qu'un garage automobile sont entièrement détruits. La chaleur de l'incendie a fait fondre les portes de garage plastifiées jusqu'à 30 mètres de distance. De plus, des milliers de litres d'essence n'ayant pas brûlé se sont écoulés dans les égouts et nappes souterraines, engendrant une pollution majeure qui nécessitera l'installation de stations de dépollution pendant plus d'un an. L'accident est semble-t-il dû à la rupture d'une roue d'un wagon peu avant une légère courbe, faisant dérailler le wagon et entraînant les suivants hors des rails. Des clichés aériens pris le lendemain témoignent de l'ampleur de la catastrophe. Par miracle, et bien que le sinistre ait eu lieu en pleine nuit, aucune victime n'est à déplorer. Par la suite, le plan d'équipement du réseau en détecteurs de boîtes chaudes (d'essieux) est revu à la hausse notamment à la sortie des raffineries d'hydrocarbure.

## 1991
- 22 février 1991 - Millay (Nièvre) : collision entre un autorail assurant la liaison Dijon-Nevers et un camion-benne à un passage à niveau. Bilan : trente-cinq blessés.[réf. nécessaire]
- 7 octobre 1991 - Courtonne-La-Meurdrac (Calvados) : collision sur un passage à niveau entre la rame Turbotrain RTG 2077/2078  assurant la liaison Paris-Caen et un camion du chantier d'électrification de la ligne arrêté sur la voie. Bilan : deux morts (le mécanicien et le contrôleur dans la motrice 2077)[4]
- 17 octobre 1991 - Gare de Melun : nez à nez entre un train de nuit et un train de fret à 6 h 28. Le conducteur du train de marchandises franchit un signal fermé et percute en nez à nez le train de nuit Nice-Paris. Le conducteur avait bien observé une limitation de vitesse et avait réduit sa vitesse de 90 à 60 km/h. Il la stabilise alors, au droit du tableau d'exécution de la limitation. Peut-être oublie-t-il alors qu'il avait également franchi un avertissement (feu jaune) et devait continuer de freiner jusqu'à l'arrêt complet. «Après avoir éliminé beaucoup d'autres hypothèses, la commission conclut donc à " une très probable défaillance humaine"[5]». L'hypothèse d'un malaise fut envisagée lors de l'enquête[6]. C'est à la vitesse de 60 km/h qu'il franchit le signal fermé (carré). L'enregistrement de vitesse du train, fortement endommagé lors du choc, ne permet pas de savoir ce qui s'est passé au-delà du signal. Le bilan est lourd : seize morts dont le conducteur du train de fret, en majorité dans la première voiture du train de nuit qui a été broyée en chevauchant la locomotive sous la poussée des voitures-lits, ce qui nécessita de nombreuses heures pour désincarcérer les victimes et survivants[6]. Cet accident eut pour conséquence la mise en place de nouveaux contrôles médicaux pour les mécaniciens et surtout la généralisation du KVB : il s’agit d’un système de contrôle de la vitesse, dispositif qui aurait détecté la vitesse anormale du train de fret à l’approche du signal fermé et aurait déclenché un freinage d'urgence.

## 1992
- 16 septembre 1992 - Curis-au-Mont-d'Or (Rhône) : rattrapage d’un train Corail qui reliait Lyon à Dijon sur un train de marchandises. Bilan : un mort.

## 1993
- 13 janvier 1993 - La Voulte-sur-Rhône (Ardèche) : à 23h32, cette nuit là, un train chargé d'hydrocarbures a déraillé dans le centre-ville. Quatre des vingt wagons qui composent le convoi libèrent ainsi près de 300 m3 de produits qui se répandent dans la ville, les égouts et même le Rhône. Des explosions, des incendies et de gros dégâts suivront, la station de pompage de la Compagnie Nationale du Rhône sera complètement détruite. Jusqu'à l'aube, des centaines de pompiers, venus de plusieurs villes de la Région, s'activeront pour empêcher la propagation des incendies et des explosions. Le plan rouge mis en place à 00h30 sera levé vers 6 heures du matin. L'accident ne fera que 6 blessés, sans doute grâce à l'heure tardive et à la saison hivernale[7].
- 19 novembre 1993 - Baillargues (Hérault) : déraillement d'un train Corail qui reliait Toulouse à Marseille, à la suite du non-respect d'une limitation de vitesse à 60 km/h pour dépassement, à la suite d'un retard[8], par un train sans arrêt. L'accident a fait trente blessés légers. On imputa le non-respect de la limitation de vitesse au choc psychologique subi par le mécanicien lorsque quelques heures auparavant, avec ce même train il avait percuté un militaire courant après son chien sur un passage à niveau à Castelnaudary[9]. Depuis cet accident, lors d'un accident de personne, d'un suicide ou autre événement traumatisant, les mécaniciens des trains de la SNCF ont systématiquement la possibilité d'être remplacés sur les lieux de l'accident.[réf. nécessaire]
- 1er décembre 1993 - Saint-Leu-d'Esserent (Oise) : l’autorail Persan - Beaumont – Creil (une composition de 2 EAD 425 ch qui roulait à un peu plus de 70 km/h) déraille à 400 m au sud de la gare de Saint-Leu-d'Esserent, engageant le gabarit de la voie 2 ; une rame de banlieue vide venant en sens inverse (une composition de 3 EAB) arrache le flanc droit du véhicule de tête, faisant quatre morts (le mécanicien et trois lycéens) et plusieurs blessés graves ; le conducteur de l'autre train n'a été que légèrement blessé. Un adolescent avait posé sur la voie une pièce métallique[10] « pour voir ce que ça ferait ». À la suite de cet accident, la SNCF décidera de clôturer les abords des voies ferrées en Île-de-France, ce qui a été réalisé sur la ligne en cause une dizaine d'années plus tard[11],[12],[13],[14].

## 1994
- 16 février 1994 - Villefranche-de-Rouergue (Aveyron) : le cardinal François Marty, archevêque émérite de Paris, meurt au volant de sa Citroën 2CV, happé par un train au lieu-dit Farrou[15].

## 1997
- 8 septembre 1997 - Port-Sainte-Foy (Dordogne) : collision à un passage à niveau entre un autorail et un camion-citerne qui s'enflamma. L'accident a fait treize morts.

## 1999
- 31 mars 1999 - Neuillé-Pont-Pierre (Indre-et-Loire), collision à  entre un camion transportant des céréales et un X 72500 sur la ligne de Tours au Mans. Un mort (le conducteur) et une dizaine de blessés[16],[17].